# تپه دیمه سلیمان
تپه دیمه سلیمان مربوط به دوره نوسنگی است و در شهرستان ارومیه، بخش سیلوانه، دهستان ترگور، ۳ کیلومتری شمال شرق روستای بالولان واقع شده و این اثر در تاریخ ۲۵ آبان ۱۳۸۷ با شمارهٔ ثبت ۲۳۵۲۸ به‌عنوان یکی از آثار ملی ایران به ثبت رسیده است.